# Dorfkirche Kavelstorf

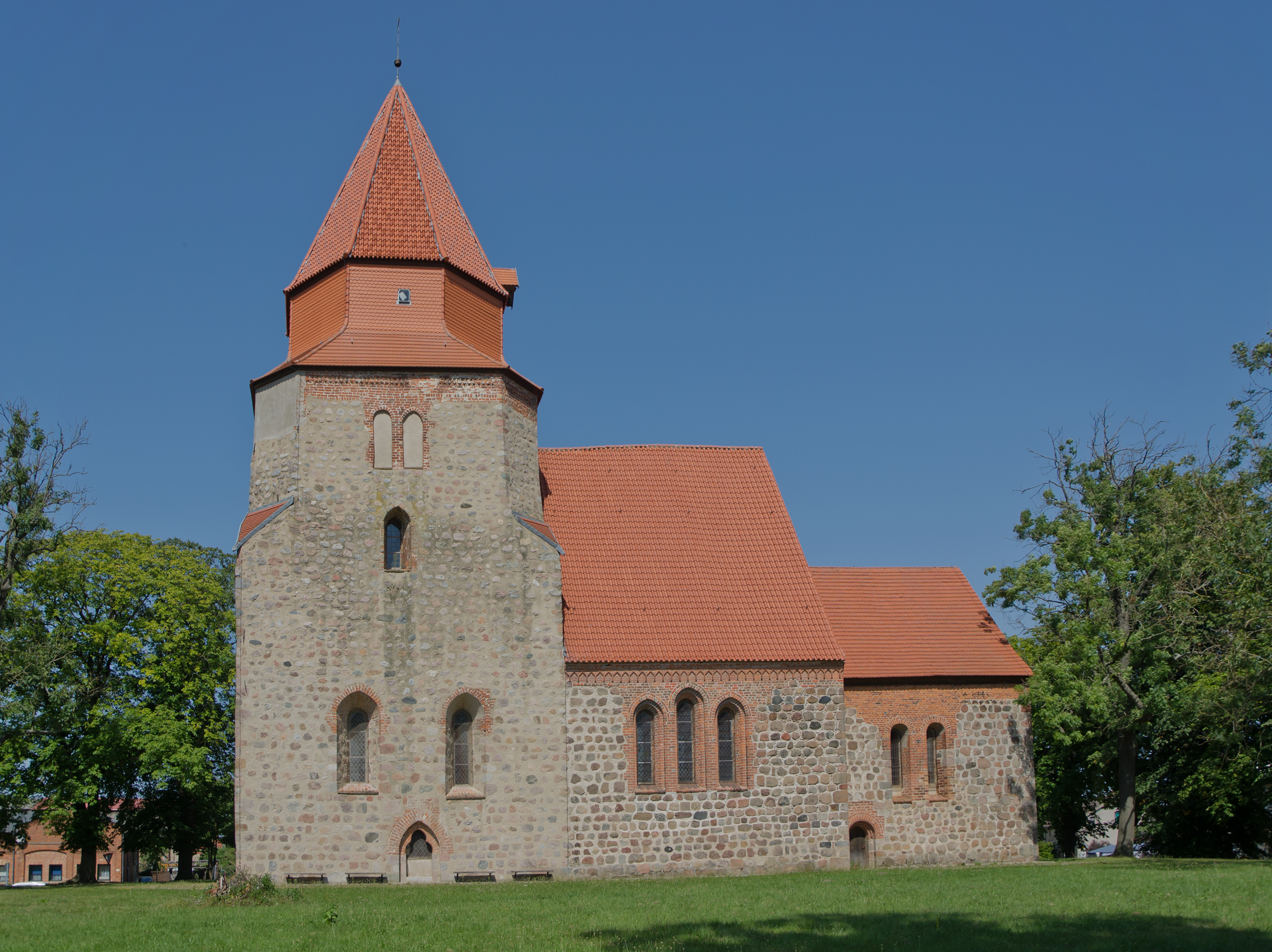
Dorfkirche Kavelstorf

Die evangelische Dorfkirche Kavelstorf ist ein denkmalgeschütztes Kirchengebäude in Kavelstorf, einem Ortsteil der Gemeinde Dummerstorf im Landkreis Rostock (Mecklenburg-Vorpommern). Die Kirche an der Peripherie von Rostock wird als Autobahnkirche genutzt, sie steht an der A 19 Rostock-Berlin, an der Abfahrt Kavelstorf. Die Kirchengemeinde gehört zur Propstei Rostock in der Evangelisch-Lutherischen Kirche in Norddeutschland.

## Geschichte und Architektur
Das Gebäude wurde in der Mitte des 13. Jahrhunderts von westfälischen Siedlern unter Verwendung von Backstein, überwiegend in Feldstein, sowohl als Sakral- als auch als Schutzgebäude begonnen. Sie wirkt eindrucksvoll und ausgewogen proportioniert. Der längsrechteckige Chor ist eingezogen; die Sakristei an der Nordseite steht über einem quadratischen Grundriss. Anschließend wurden das kurze, einjochige Schiff und der mächtige quadratische Westturm errichtet. Der Turm ist so breit wie das Schiff. Das zweite Geschoss des Turmes geht über Eckabschrägungen in ein achteckiges Obergeschoss über, das mit einem schlichten Helm bekrönt ist. Der Helm und auch der Chorgiebel wurden nach einer Inschrift 1791 erneuert. Die drei Chorwände sind durch paarweise angeordnete, rundbogige Fenster gegliedert, die des Schiffes durch je eine gestaffelte, spitzbogige Dreifenstergruppe. Die ehemalige rundbogige Priesterpforte in der Südwand des Chores, mit einer Rundstabarchivolte über Konsolen, wurde zugemauert. Ursprünglich befand sich an jeder Seite des Turmes ein spitzbogiges Portal; das südliche ist mit einem Kleeblattbogen verziert, das westliche wurde bei der Renovierung im Jahr 1875 erneuert. Die Turmhalle ist flach gedeckt, sie öffnet sich mit einem weiten Spitzbogen zum Schiff hin. Im Chor und im Schiff ruht je ein Domikalgewölbe auf Kopfkonsolen und Bandrippen. Die Scheitelrippen im Chor sind als Kreuz ausgebildet. Die Diagonalrippen besitzen ein Rundstabprofil. In der Südwestecke der kuppelgewölbten Sakristei ist eine große Piscina erhalten. Die Gewölbe sind mit Ornamenten ausgemalt, an der Ostwand sind figürliche Malereien aus dem dritten Viertel des 13. Jahrhunderts erhalten. Sie zeigen die Auferstehung und die Himmelfahrt Christi sowie die Höllenfahrt Christi. Auffällig ist die karikaturähnliche Darstellung einer Figur im Triumphbogen, die mit „Yk bin en prebeke“ (Ich bin ein Pächter) beschriftet ist. Sie wird mit einem Pächterstreit in Kavelstorf in Verbindung gebracht.

## Restaurierung nach der Wende
Zur Sicherung und zur Durchführung von umfangreichen Renovierungsmaßnahmen wurde von der Deutschen Stiftung Denkmalschutz Geld bereitgestellt. Unterstützt wird die Stiftung von einem 1998 gegründeten Förderverein. Das Mauerwerk ist bis zu vier Meter dick, seine Außenschale aus Feldstein löste sich großflächig, und so drohte die Feldsteinfassade einzustürzen. Das Mauerwerk wurde vernadelt und verpresst. Das Dach wurde neu eingedeckt. Im Bereich der Traufe traten Schäden durch Schwamm auf, weil vermutlich die Holzkonstruktion in der Vergangenheit nicht ausreichend instand gesetzt wurde. Der Turm wurde umfangreich saniert, die Holzkonstruktion des Dachstuhles teilweise erneuert und gleichzeitig der Glockenstuhl fertiggestellt.

## Ausstattung
Die neugotische Ausstattung stammt überwiegend von 1875.
- Das ehemalige Altarblatt zeigt Christus im Garten Gethsemane, es wurde 1876 von Carl Andreae gemalt.
- Die beiden reich mit Wappen beschnitzten Epitaphe wurden 1693/94 für Otto von Vietinghoff und Claus von Oertzen angefertigt.
- Die Grabplatte des Ehepaares Adam Kossebade und Elisabeth von Preen ist mit Relieffiguren verziert, Adam Kossebade starb 1589.
- Der Grabstein für W. Rütze († 1347) zeigt die Ritzzeichnung eines Ritters.
- Der Grabstein für N. Redemile stammt vom Ende des 15. Jahrhunderts.
- Der Grabstein für C. Kort wurde nach seinem Tod im Jahr 1780 angefertigt.
- Die Glocke wurde im 15. Jahrhundert gegossen.[6]
- Zwei Kelche und Patenen aus vergoldetem Silber wurden im 15. Jahrhundert geschaffen.
- Weitere vergoldete Messkelche und Patenen aus Silber sind aus dem 18. Jahrhundert und aus der Zeit um 1860.
- Die Dose aus Silber wurde in der Zeit um 1700 gefertigt.
- Die Taufschale aus Messing ist eine Arbeit aus der Zeit um 1685.